# Ælfgifu z Northamptonu

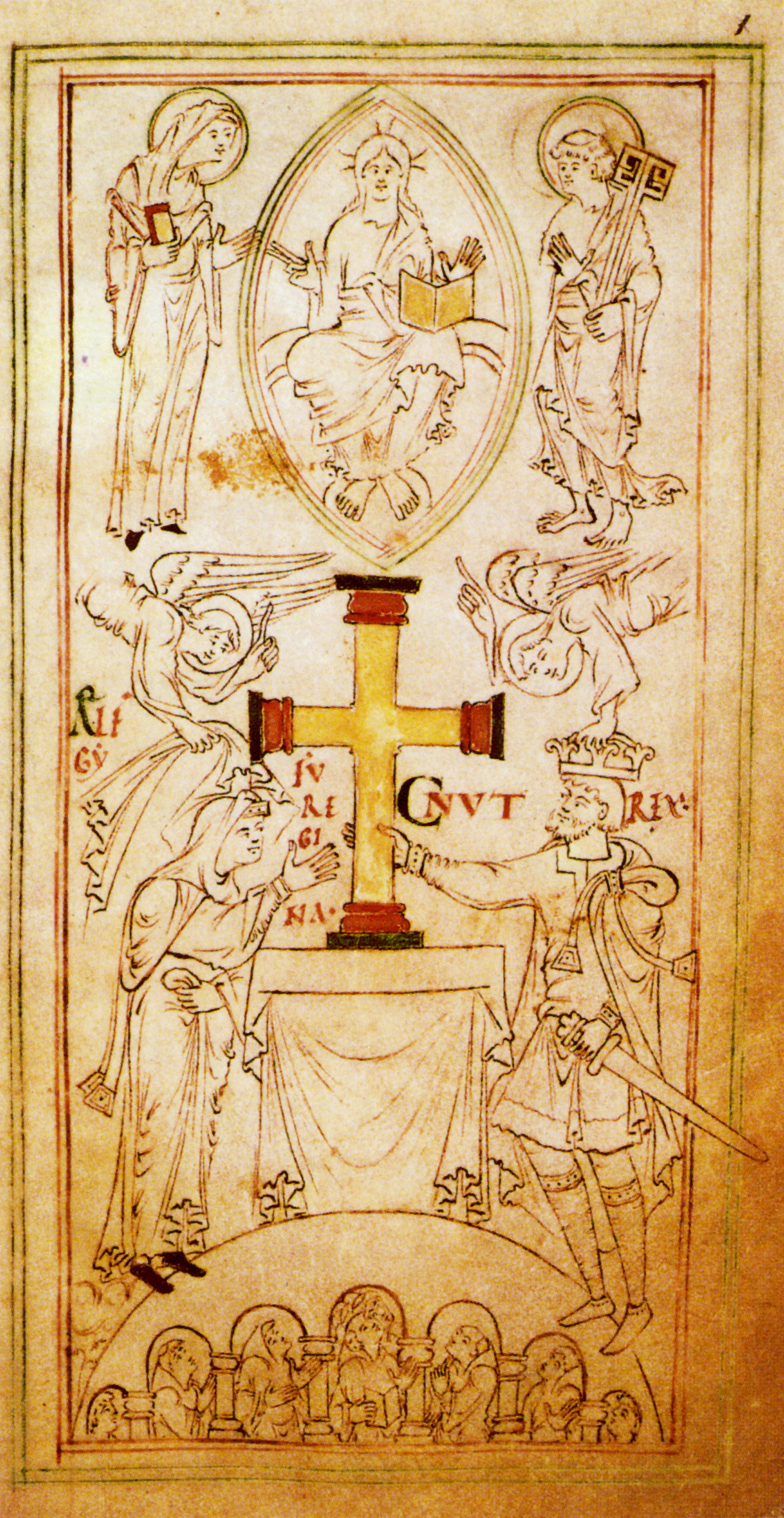
Knut a Ælfgifu, Liber Vitae, 1031.

Elfgifu/Ælfgifu z Northamptonu (asi 990 – po r. 1040) byla první manželka dánského, norského a anglického krále Knuta Velikého a matka anglického krále Harolda I. (vládl v letech 1035–40). Byla rovněž regentkou Norska v letech 1030 až 1035.

## Původ
Ælfgifu se narodila ve vlivné šlechtické rodiny v Mercii. Byla dcerou Ælfhelma, hraběte z Yorku, který zemřel v roce 1006. John z Worcester nazývá jeho ženu Wulfrun, ale je možné, že ji zaměnil s jeho matkou toho jména. Datum narození Ælfgifu není známé. Nápovědou může být pouze datum úmrtí jejího otce (rok 1006), přibližné datum zásnub s Knutem a narození jejích synů (u nichž samotných je těžké tyto data přesně určit). Pravděpodobně se však narodila někdy mezi lety 985 a 995.

## Manželství s Knutem
V roce 1013 provedl dánský král Sven Vidlí vous invazi do severní Anglie. Tamní obyvatelé, z nichž mnoho mělo skandinávský původ, se mu podřídili. Král tehdy oženil svého mladého syna Knuta s Ælfgifu, aby si zajistil jejich loajalitu. Sven byl nakonec přijat jako anglický král, ale zemřel už v únoru 1014, po pěti týdnech vlády. Ethelred II. vyslal armádu, která donutila Knuta vrátit se do Dánska. Podle historika Ian Howarda zanechal svou ženu a malého syna, Sveina Knutssona, u její rodiny. Ta chtěla s Ethelredem udržet mír, ale zároveň nechtěli, aby bylo Ælfgifu a jejímu synovi ublíženo, a tak oba poslali společně s tělem krále Svena do Dánska. Tam podruhé otěhotněla a v roce 1015 nebo 1016 porodila budoucího anglického krále Harolda.
V následující době zřejmě Ælfgifu spravovala některé dánskem dobyté území. Poté, co Knut v roce 1016 dobyl Anglii, oženil se s Emmou Normandskou, vdovou po Ethelredovi II. V té době bylo přípustné odložit jednu manželku a oženit se s jinou ženou. Synové Emmy s Ethelredem Eduard a Alfred a Hardiknut z manželství s Knutem si také nárokovali trůn. Není přesně známo, jak Knutovo druhé manželství ovlivnilo pozici Ælfgifu, ale nejsou důkazy o tom, že by byla zapuzena.

## Regentka v Norsku (1030–1035)
Knut poslal Ælfgifu a jejich staršího syna Sveina v roce 1030 vládnout do Norska. Jejich vláda však byla tak tvrdá, že Norové proti ní povstali. Byli ze země vyhnáni v roce 1034 nebo 1035 a Svein krátce poté podlehl v Dánsku podlehl svým zraněním, zřejmě v roce 1036. V Norsku byla známá jako Álfífa a je známá svou tvrdou vládou a nařízením vysokých daní.

## Po smrti Knuta Velikého (1035)
Knut Veliký zemřel v Shaftesbury v roce 1035. Ælfgifu tehdy byla odhodlaná, že její druhý syn Harold se stane novým anglickým králem. Do Anglie se vrátila nejpozději v roce 1036, zatímco syn Knuta a Emmy Hardiknut byl v Dánsku ve válce s norským králem Magnusem a švédským králem Anundem.
Vlivní angličtí šlechtici preferovali ustanovení Harolda jako přechodného regenta, protože se obávali nepřítomnosti Hardiknuta. Přes odpor královny Emmy a hraběte Godwina z Wessexu, se Harold ujal vlády. Harold odolal snaze o jeho svržení roku 1036 Alfrédem Ethelingem a Eduardem, Emminými syny, které měla s Ethelredem II. Roku 1037 byl všemi hlasy zvolen králem. Haroldova postava je zahalena určitým tajemnem a někteří historici se domnívají, že skutečným vládcem byla jeho matka Ælfgifu. I když ho arcibiskup canterburský odmítl korunovat, jeho matka dosáhla stabilizace jeho pozice podplacením vlivných šlechticů.
Ælfgifu mizí z historie po Haroldově smrti v roce 1040, není známo, kdy a za jakých okolností zemřela.